# Олень (геральдика)

Олень на гербі Брохвич

Оле́нь — гербова фігура у формі оленя. Символ шляхетства. Поширений в Англії та Німеччині. За давнім повір'ям німецьких народів, олень здатний одним своїм запахом відігнати і звернути на втечу змію. І ця якість послужила підставою розглядати оленя як емблему боротьби зі злом, емблему благородного воїна, сильної й не так фізичною силою, скільки ідейною переконаністю, силою духу, своїми моральними якостями.

## Опис
Зображення благородного оленя використовується на гербах багатьох міст. Благородний вигляд, краса зробилицю тварину популярною в геральдиці. Олень зображується завжди в профіль, але він може бути біжучим, що скаче або таким, що мірно крокує, а також стоїть на місці. Як виняток, олень може бути зображений і відпочиваючим, тобто в лежачому положенні. Іноді зображуються лише одна голова оленя або тільки його роги. Всі ці відмінності, крім смислового значення, прийняті для того, щоб не змішувати зображень оленів, що належать як емблеми різних країнах, різних землях і територіям, різним народам, або окремим родам. Крім відмінностей в накресленні фігури і частин тіла оленя прийняті ще відмінності в його кольорі. Так, наприклад, у стародавньому гербі Ростовського князівства — срібний олень, а в гербі Нижегородського князівства — рудий (червоний) олень, у польській геральдиці — білий з золотою короною і т.і.

## Галерея

### Українська геральдика

Бережани
Брохвич (герб)
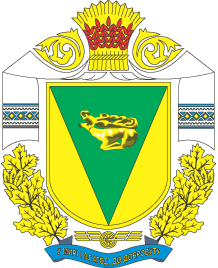
Знамянський район
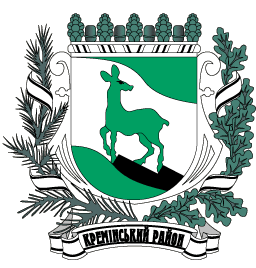
Кремінський район
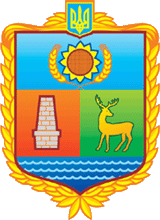
Нововоронцовський район
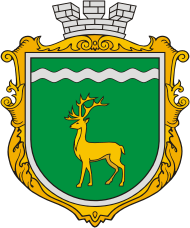
Олександрівка
Олександрівський район
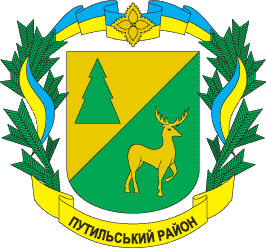
Путильський район
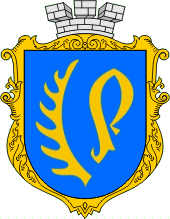
Рогатин
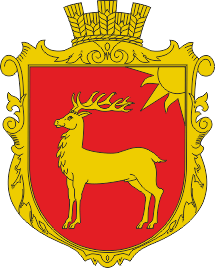
Оленьово
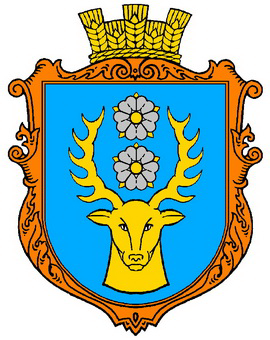
Головське
Самбір
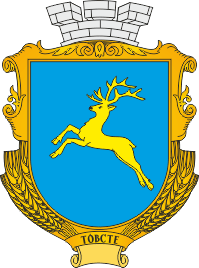
Товсте
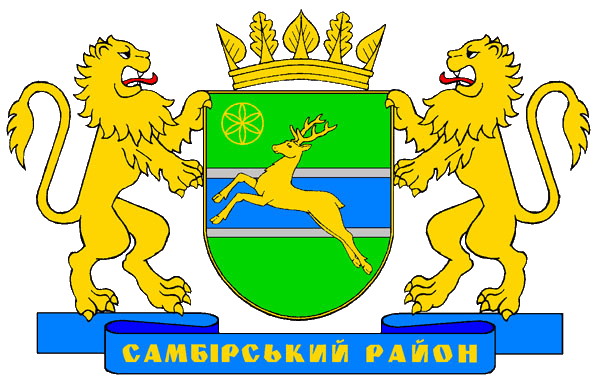
Самбірський район
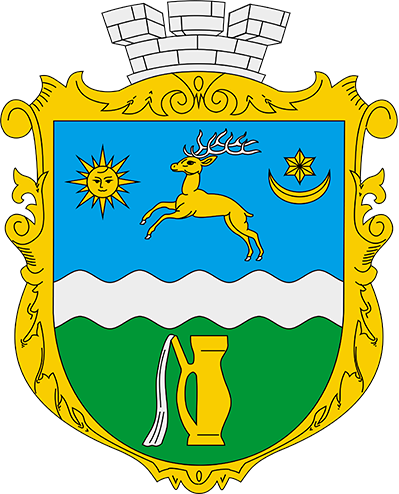
Сатанів
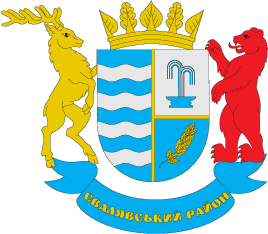
Свалявський район
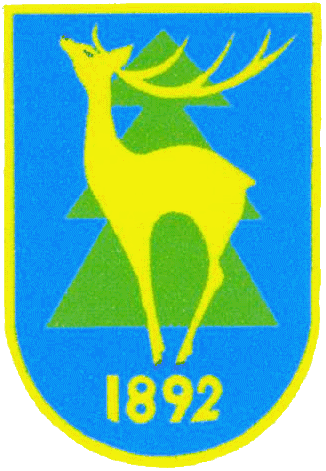
Маневичі

### Інші

Аландія, Фінляндія
Боржомі, Грузія
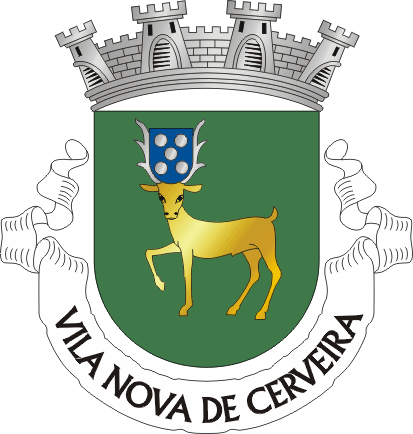
Віла-Нова-де-Сервейра, Португалія
Гродно, Білорусь
Люблінське воєводство
Йихві, Естонія
Сарваш, Угорщина
Чилі
Маврикій
Юкатан, Мексика
Альзон, Франція
Куусамо, Фінляндія
Вестерботтен, Норвегія
Тромсе, Норвегія
Зарасай, Литва
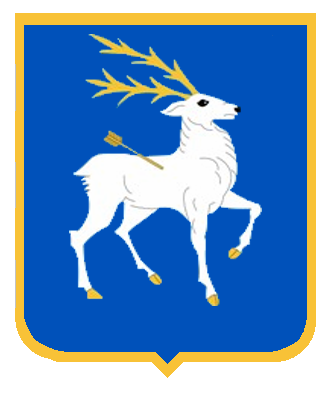
Військо Донське
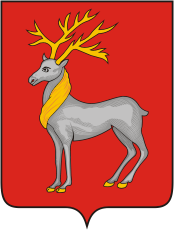
Ростов, Росія
Нижній Новгород, Росія